# Григорьев, Александр Владимирович (футболист)
Александр Владимирович Григорьев (6 февраля 1943, Москва, СССР — 11 октября 1971, Москва, СССР) — советский футболист. Полузащитник.

## Карьера
Воспитанник ФШМ Москва. За свою карьеру выступал в советских командах «Спартак» (Москва), «Локомотив» (Москва), «Карпаты» (Львов), «Шахтёр» (Донецк) и «Таврия» (Симферополь).
11 октября 1971 года ехал в аэропорт Шереметьево встречать жену Надежду из зарубежной командировки. На скользкой дороге попал в автокатастрофу и погиб на месте аварии. Похоронен на Бабушкинском кладбище.